# North Sydney Bears
Die North Sydney Bears sind ein australischer Rugby-League-Verein aus Sydney. Zwischen 1908 und 1999 waren sie in Australiens höchster Spielklasse, der heutigen National Rugby League, aktiv. Inzwischen spielen die Bears als Reserveteam der South Sydney Rabbitohs im zweitklassigen New South Wales Cup. Heimstätte des Vereins ist seit über einem Jahrhundert das 20.000 Zuschauer fassende North Sydney Oval.

## Geschichte
Die North Sydney Bears zählten 1908 zu den Gründungsmitgliedern der New South Wales Rugby Football League (NSWRFL), hatten jedoch anfangs mit sehr niedrigem Zuschauerzuspruch zu kämpfen und wurden beinahe aus der Liga ausgeschlossen. Nach dem Ersten Weltkrieg zeigte sich das Team jedoch stark verbessert und konnte 1921 und 1922 die ersten und einzigen Meistertitel der Vereinsgeschichte gewinnen. 1943 gelang letztmals der Einzug ins Grand Final, in welchem man den Newtown Jets unterlag.
Nach dem Zweiten Weltkrieg konnte der Verein nie mehr an frühere Erfolge anknüpfen, auch wenn man gelegentlich in die Play-offs einzog und dort zumindest Achtungserfolge feierte. Die insolventen North Sydney Bears fusionierten im Jahr 2000 mit den Manly-Warringah Sea Eagles zu den Northern Eagles. Seit dem Ende dieses kurzlebigen Projektes sind die Bears lediglich noch als Reserveteam der South Sydney Rabbitohs im New South Wales Cup aktiv.

## Erfolge
- Meisterschaften (2): 1921, 1922
- Vize-Meisterschaften (1): 1943